# Coupe du Portugal de football 1971-1972
Navigation
1970-1971 1972-1973

La Coupe du Portugal de football 1971-1972 est la 32e édition de la Coupe du Portugal de football, considéré comme le deuxième trophée national le plus important derrière le championnat. 
La finale est jouée le 7 juin 1972, au stade national du Jamor, entre le Benfica Lisbonne et le Sporting Clube de Portugal. Le Benfica remporte son quinzième trophée en battant le Sporting CP 3 à 2, après prolongation, Eusébio marquant les trois buts du Benfica. Le club réussit également le doublé coupe-championnat cette saison. Le Sporting CP se qualifie pour la Coupe d'Europe des vainqueurs de coupe de football 1972-1973 en tant que finaliste de la Coupe nationale.

## Finale
| 7 juin 1972 | Benfica Lisbonne | 3 - 2 a. p. | Sporting Clube de Portugal | Stade national du Jamor    |                            |
|             |                  | (1 - 0)     |                            | Arbitrage : Francisco Lobo | Arbitrage : Francisco Lobo |
|             | Feuille de match |             |                            | Arbitrage : Francisco Lobo | Arbitrage : Francisco Lobo |